# Travis Fryman
David Travis Fryman (Lexington, Kentucky, 25 de marzo de 1969), más conocido como Travis Fryman, es un exjugador profesional estadounidense de béisbol que se desempeñó en la posición de tercera base en las Grandes Ligas de Béisbol (MLB). Logró obtener un Guante de Oro.

## Carrera
Fryman jugó como profesional ocho temporadas en Detroit Tigers (1990-1997), después pasó a Cleveland Indians, donde jugó cinco temporadas (1998-2002), y fue el equipo en el que se retiró.

## Premios
Fue galardonado con el Guante de Oro en una oportunidad (2000).